# Johann Karl August Musäus
Johann Karl August Musäus (Jena, 29 marzo 1735 – Weimar, 28 ottobre 1787) è stato uno scrittore tedesco di opere a carattere satirico riferite anche a temi favolistici e leggendari della cultura tedesca e francese.

## Biografia
Figlio unico di un giudice, nel 1743 suo padre ottenne la carica di consigliere e magistrato di polizia a Eisenach e il giovane Musäus si trasferì nella casa di Allstedt dello zio e padrino, il dottore Johann Weißenborn che si prese cura della sua educazione trattandolo come un figlio. Musaus fu sotto la protezione dello zio sino all'età di diciannove anni e poté tornare a vivere nella casa dei suoi genitori quando quest'ultimo fu nominato nel 1744 sovrintendente generale di Eisenhac.
Il giovane entrò nell'università di Jena per studiare teologia nel 1754 probabilmente più per soddisfare la volontà dello zio che per sua scelta. Tornato a Eisenhac al termine degli studi attese invano che gli fosse offerta una carica e quando dopo diversi anni gli fu offerto un posto vacante come parroco in campagna, la gente del posto si oppose con la motivazione che «una volta era stato visto ballare».
Persa ogni speranza di una carriera ecclesiastica Musäus a 25 anni si dedicò alla letteratura e divenne allievo di Christoph Martin Wieland.
Prendendo a modello il Don Chisciotte e volendo contrastare il romanzo sentimentale degli autori inglesi, fra il 1760 e il 1762 Musäus pubblicò il suo primo lavoro in tre volumi Grandison der Zweite (Grandison il secondo), riscritto e edito fra il 1781 e il 1782 con il nuovo titolo Der deutsche Grandison (Il Grandison tedesco) che trattava di una parodia satirica del famoso personaggio sir Charles Grandison, creato dal novellista inglese Samuel Richardson. L'opera costituì il primo esempio in Germania del romanzo comico-satirico con effetti caricaturali.
Nel 1763 Musäus fu nominato "Pagenhofmeister" ("Maestro di pagine") alla corte di Weimar in Turingia e nel 1769 divenne professore nel Ginnasio della città. Si iscrisse nel luglio del 1776 alla loggia massonica "Amalia" di Weimar e entrò a far parte degli Illuminati di Baviera nell'agosto del 1793 con il nome di Priscillanus e di Dante Alighieri. Divenne pastore nello stesso anno.
Nella sua seconda opera, Physiognomische Reisen, pubblicata fra il 1778 e il 1779, accolta con favore dal pubblico, polemizza con le teorie fisiognomiche di Johann Kaspar Lavater.
Il libro più noto Volksmärchen der Deutschen (Fiabe popolari tedesche), pubblicato tra il 1782 e il 1786, contiene una raccolta di racconti popolari tedeschi che Musäus rielaborò secondo il suo gusto satirico e che esercitò una profonda influenza sulla letteratura fantastica preromantica e romantica tedesca (Benedikte Naubert, i fratelli Grimm) e inglese. Uno dei racconti della raccolta servì da spunto per il balletto Il lago dei cigni di Pëtr Il'ič Čajkovskij.
Il suo ultimo lavoro Freund Heins Erscheinungen en Holbeins Manier fu redatto nel 1785 in collaborazione con Johann Rudolph Schellenberg per il quale Musäus scrisse esegesi in versi e in prosa.
La morte gli impedì di portare a compimento un'antologia di racconti intitolata Straussfedern della quale si pubblicò un solo volume nel 1787. Alcuni suoi scritti postumi (Nachgelassene Schriften) furono pubblicati nel 1791 a cura di suo nipote il drammaturgo August von Kotzebue. Uno dei suoi racconti fu raccolto nell'antologia Fantasmagoriana del 1812.